# Plumci
Plumci (en serbe cyrillique : Плумци) est un village du nord-est du Monténégro, dans la municipalité de Rožaje.

## Démographie
L'âge moyen de la population est de 29,5 ans.
La population de ce village est très hétérogène, et dans les trois derniers recensements, a remarqué un déclin de la population.

### Évolution historique de la population
| 1948 | 1953 | 1961 | 1971 | 1981 | 1991 | 2003 |
| ---- | ---- | ---- | ---- | ---- | ---- | ---- |
| 192  | 216  | 242  | 186  | 195  | 182  | 175  |